# AsiaSat-3
Az AsiaSat-3 kínai távközlési műholdat 1997. december 24-én indították, de nem állt megfelelő pályára. Ezért egy manővert hajtott végre a Hold mellett, és végül használható pályán kötött ki.

## Adatok
- Tömeg: 2534 kg (üzemanyag nélkül);
- Szélesség: 4 méter;
- Szélesség kifeszített napelemtáblákkal: 26.2 méter;